# 2014 год в авиации
Список событий в авиации в 2014 году.

## События
- 27 марта — прекращение деятельности американской авиакомпании World Airways.
- 9 апреля — первый полёт канадского бизнес-джета Learjet 85.
- 19 июля — после катастрофы Boeing 777 под Донецком запрещены гражданские полёты над востоком Украины[1].
- 7 ноября — первый полёт серийного тяжёлого военно-транспортного самолёта Ил-76МД-90А[2].
- 17 декабря — образована российская авиакомпания Azur Air.

## Катастрофы
- 28 декабря — индонезийский авиалайнер компании AirAsia потерпел катастрофу[3]. Обнаружены обломки самолёта[4] и тела 98 пассажиров с разбившегося лайнера[5].
- 8 марта — в Малайзии при пролёте над Южно-Китайским морем пропал с экранов радаров самолёт Boeing 777—200 авиакомпании Malaysia Airlines c 227 пассажирами и 12 членами экипажа на борту[6].
- 17 июля — потерпел крушение и упал на территории Украины самолёт малайзийской авиакомпании Malaysia Airlines Boeing 777, совершавший рейс Амстердам — Куала-Лумпур. Все находившиеся на борту люди (298 человек[7][8]) погибли[9][10][11].